# Shake Your Money Maker (album)
Albums de The Black Crowes
The Southern Harmony and Musical Companion
(1992)
Singles
1. Jealous Again
Sortie : 1990
2. Hard to Handle
Sortie : 1990
3. Twice As Hard
Sortie : 1990
4. She Talks to Angels
Sortie : 1991

Shake Your Money Maker est le premier album du groupe de rock américain The Black Crowes. Il est sorti le 13 février 1990 sur le label Def American Recordings et a été produit par George Drakoulias.

## Historique
Enregistré pendant l'été 1989 à Atlanta et Los Angeles), cet album est fortement influencé du rock des années 1970, on y reconnaît notamment l'influence des Rolling Stones et des Faces. Le single Hard to Handle, reprise d'Otis Redding est un succès et propulse l'album dans le Top Ten américain. L'album contraste avec le milieu de la musique du début des années 90, juste avant l'avènement du grunge à Seattle.
Le titre de l'album est une référence à la chanson d'Elmore James du même nom que le groupe jouait sur scène à ses débuts, néanmoins elle ne figure pas sur cet album. Il est l'unique album du groupe avec le guitariste Jeff Cease.
Shake Your Money Maker atteindra la 4e place dans les charts du Billboard 200 et sera certifié 5 fois disque de platine aux États-Unis. Il reste, à ce jour, l'album le plus vendu des Black Crowes.
Sa réédition en 1998 propose trois titres bonus. En juin 2020, le groupe, plus précisément les frères Robinson accompagné par de nouveaux musiciens, devait pour une tournée de quarante six dates pour fêter le trentième anniversaire de la parution de cet album, ce dernier devant être joué dans son intégralité. Cette tournée fut reportée en raison de la crise sanitaire du Covid-19 et devrait débutée le 10 octobre 2020 à Dublin par une tournée européenne suivie en juin 2021 par la tournée américaine.

## Liste des titres
- Tous les titres sont signés par Chris Robinson et Rich Robinson sauf indication.

1. Twice As Hard - 4:09
2. Jealous again - 4:35
3. Sister Luck - 5:13
4. Could I've Been So Blind - 3:44
5. Seeing Things - 5:18
6. Hard to Handle (Otis Redding / Allen Jones / Alvertis Isbell) - 3:08
7. Thick N' Thin - 2:44
8. She Talks to Angels - 5:29
9. Struttin' Blues - 4:09
10. Stare It Gold - 5:13

Bonus tracks (Réédition)
1. Don't Wake Me - 3:33
2. She Talks to Angels (version acoustique) - 6:19
3. Mercy, Sweet Moan - 1:18

## Musiciens du groupe
- Chris Robinson : chant.
- Rich Robinson : guitares.
- Steve Gorman : batterie, percussions.
- Johnny Colt : basse.
- John Cease : guitares.

## Musiciens additionnels
- Chuck Leavell : claviers.
- Brendan O'Brien : un pot-pourri d'instruments. (Note de la pochette)
- Laura Creamer : chœurs.

## Charts et certifications
| Pays             | Durée du classement | Meilleur classement |
| ---------------- | ------------------- | ------------------- |
| Australie        | 5 semaines          | 43e                 |
| Canada           | 79 semaines         | 4e                  |
| États-Unis       | 165 semaines        | 4e                  |
| Nouvelle-Zélande | 29 semaines         | 4e                  |
| Pays-Bas         | 7 semaines          | 61e                 |
| Royaume-Uni      | 11 semaines         | 36e                 |
| Suède            | 1 semaine           | 48e                 |

| Pays             | Certification | Ventes      | Date       |
| ---------------- | ------------- | ----------- | ---------- |
| Canada           | Or            | 50 000 +    | 02/08/1990 |
| États-Unis       | 5 × Platine   | 5 000 000 + | 04/05/1995 |
| Nouvelle-Zélande | Platine       | 15 000 +    | 27/10/1991 |
| Royaume-Uni      | Argent        | 60 000 +    | 01/08/1991 |

### Charts singles
| Date | Single              | Chart                  | Durée du classement | Position |
| ---- | ------------------- | ---------------------- | ------------------- | -------- |
| 1990 | Jealous Again       | Hot 100                | 9 semaines          | 75e      |
| 1990 | Jealous Again       | Mainstream Rock Tracks | 23 semaines         | 5e       |
| 1990 | Jealous Again       | RPM Top Singles        | 9 semaines          | 56e      |
| 1990 | Jealous Again       | UK Singles Chart       | 2 semaines          | 76e      |
| 1990 | Twice as Hard       | Mainstream Rock Tracks | 17 semaines         | 11e      |
| 1990 | Twice as Hard       | RPM Top Singles        | 3 semaines          | 85e      |
| 1990 | Twice as Hard       | UK Singles Chart       | 3 semaines          | 47e      |
| 1990 | Hard to Handle      | Hot 100                | 15 semaines         | 45e      |
| 1990 | Hard to Handle      | Mainstream Rock Tracks | 21 semaines         | 1er      |
| 1990 | Hard to Handle      | RPM Top Singles        | 12 semaines         | 40e      |
| 1990 | Hard to Handle      | UK Singles Chart       | 5 semaines          | 45e      |
| 1991 | Hard to Handle      | Hot 100                | 14 semaines         | 26e      |
| 1991 | Hard to Handle      | Radio songs            | 17 semaines         | 26e      |
| 1991 | Hard to Handle      | UK Singles Chart       | 4 semaines          | 39e      |
| 1991 | Hard to Handle      | Mega Top 50            | 5 semaines          | 56e      |
| 1991 | She Talks to Angels | Hot 100                | 16 semaines         | 30e      |
| 1991 | She Talks to Angels | Mainstream Rock Tracks | 20 semaines         | 1er      |
| 1991 | She Talks to Angels | Radio songs            | 4 semaines          | 68e      |
| 1991 | She Talks to Angels | ARIA Charts            | 4 semaines          | 44e      |
| 1991 | She Talks to Angels | RPM Top Singles        | 17 semaines         | 26e      |
| 1991 | She Talks to Angels | RMNZ Singles Top40     | 14 semaines         | 21e      |
| 1991 | She Talks to Angels | UK Singles Chart       | 1 semaine           | 70e      |
| 1991 | Jealous Again       | Mega Top 50            | 9 semaines          | 34e      |